# نايجل إيفانز
نايجل مارتن إيفانز (بالإنجليزية: Nigel Evans) (من مواليد 10 نوفمبر 1957) سياسي بريطاني يشغل منصب عضو برلمان المملكة المتحدة عن دائرة ريبيل فالي الانتخابية في مقاطعة لانكشر منذ عام 1992. إيفانز عضوٌ في حزب المحافظين، وشغل منصب الأمين التنفيذي المشارك في لجنة أعضاء البرلمان غير المشاركين في الحكومة، بين عامي 2017 و 2019. شغل إيفانز، بين عامي 2010 و 2013، منصب النائب الأول لرئيس لجنة الطرق والوسائل في برلمان المملكة المتحدة، وانتُخب في عام 2020 لشغل منصب النائب الثاني لرئيس نفس اللجنة.
يعتبر إيفانز من أشد منتقدي الاتحاد الأوروبي، ودعم خروج بريطانيا من الاتحاد في استفتاء عام 2016. ودعم، منذ ذلك الحين، مجموعة (المغادرة تعني المغادرة) المناهضة للاتحاد الأوروبي، ودعم بوريس جونسون للوصول إلى منصب رئيس الوزراء.

## أولى سنوات حياته
وُلد إيفانز في 10 نوفمبر من عام 1957 في مدينة سوانسي، وتلقى تعليمه في مدرسة داينيفور المحلية، وفي جامعة سوانسي حيث حصل، في عام 1979، على درجة البكالوريوس في الآداب باختصاص العلوم السياسية. وشارك في إدارة مستودع ومتجر الصحف الذي تملكه عائلته في سوانسي.

## عمله السياسي
في عام 1985، انتُخب إيفانز مستشارًا لمجلس مقاطعة ويست غلامورغان. وأصبح في عام 1990، نائب زعيم كتلة المحافظين في برلمان المملكة المتحدة قبل تنحيه عن منصب عضو في البرلمان في عام 1991. شارك إيفانس في الانتخابات العامة لعام 1987 عن دائرة سوانسي ويست الانتخابية، إلّا أنّه هُزم أمام الوزير السابق، آلان ويليامز، بفارق 7062 صوت. اختير لخوض الانتخابات الفرعية لدائرة بونتيبريذ الانتخابية في عام 1989، وذلك بعد وفاة عضو البرلمان عن حزب العمال، برينمور جون، إلّا أنه هزم أمام منافسه، كيم هويلز، بفارق 10794 صوت.
خاض إيفانز ثالث حملاته الانتخابية عندما اختير للمنافسة على مقعد المحافظين الآمن عن مقاطعة ريبل فالي غير الحضرية بعد استقالة ديفيد وادينغتون، وأصبح في عام 1990 زعيم مجلس اللوردات. لكنه عاد ليهزم مرة أخرى في انتخابات 7 مارس من عام 1991، عندما حصل مايك كار على مقعد الديموقراطيين الليبراليين بفارق 4601 صوت عن منافسه إيفانز. تمكن إيفانز من الوصول إلى مقعد الديمقراطيين الأحرار عن مقاطعة ريبل فالي في الانتخابات العامة لعام 1992، بعد هزيمته لمايك كار بفارق 6542 صوت، وبقي نائبًا في برلمان المملكة المتحدة عن تلك الدائرة الانتخابية منذ ذلك الحين. ألقى إيفانز أول خطاب أمام الجمعية العامة في 20 مايو من عام 1992، وعُيّن سكرتيرًا برلمانيًا خاصًا لوزير الدولة لشؤون التوظيف، ديفيد هانت، في عام 1993، وبقي في هذا المنصب حتى بعد تعيينه حاكمًا لدوقية لانكاستر في عام 1994. أصبح إيفانز في عام 1995، سكرتيرًا برلمانيًا خاصًا لوزير الدولة لشؤون الزراعة والثروة السمكية والغذاء، توني بالدري، وفي عام 1996 أصبح سكرتيرًا برلمانيًا خاصًا بوزير خارجية ويلز الجديد، ويليام هيغ.
لم يحصل حزب المحافظين على أي مقعد عن ويلز في الانتخابات العامة لعام 1997، فجَند جون ميجر نايجل إيفانز لشغل أحد المقاعد الأمامية في البرلمان بصفته متحدثًا باسم شؤون ويلز. أصبح إيفانز، في عام 2001، عضوًا في حكومة الظل تحت رئاسة إيان دونكان سميث، بصفته وزيرً لخارجية لويلز، وبقي في منصبه هذا حتى عام 2003. انتقد إيفانز الحكومة علانية لعدم وجود وزير دولة متخصص بشؤون ويلز، لذلك، عندما قرر زعيم حزب المحافظين، مايكل هوارد، شغل هذا المنصب خارج حكومة الظل، قرر إيفانز العودة إلى المقاعد الخلفية في البرلمان.

## مناصب
- في الانتخابات العامة في المملكة المتحدة 1992 [الإنجليزية]‏، انتخب عضو البرلمان الحادي والخمسون للمملكة المتحدة عن دائرة ريبيل فالي خلال فترته النيابية ‏ (9 أبريل 1992 – 8 أبريل 1997).
- في الانتخابات العامة في المملكة المتحدة 1997 [الإنجليزية]‏، انتخب عضو البرلمان الثاني والخمسون للمملكة المتحدة عن دائرة ريبيل فالي وقد انضم خلال فترته النيابية ‏ (1 مايو 1997 – 14 مايو 2001) للكتلة البرلمانية حزب المحافظين.
- في الانتخابات العامة في المملكة المتحدة 2001، انتخب عضو برلمان المملكة المتحدة الـ53 عن دائرة ريبيل فالي وقد انضم خلال فترته النيابية ‏ (7 يونيو 2001 – 11 أبريل 2005) للكتلة البرلمانية حزب المحافظين.
- انتخب عضو برلمان المملكة المتحدة الـ55 عن دائرة ريبيل فالي وقد انضم خلال فترته النيابية ‏ (28 أبريل 2014 – 30 مارس 2015) للكتلة البرلمانية حزب المحافظين.
- انتخب عضو برلمان المملكة المتحدة الـ55 عن دائرة ريبيل فالي وقد انضم خلال فترته النيابية ‏ (10 سبتمبر 2013 – 27 أبريل 2014) للكتلة البرلمانية مستقل.
- في الانتخابات العامة في المملكة المتحدة 2005، انتخب عضو برلمان المملكة المتحدة الـ54 عن دائرة ريبيل فالي وقد انضم خلال فترته النيابية ‏ (5 مايو 2005 – 12 أبريل 2010) للكتلة البرلمانية حزب المحافظين.
- في انتخابات المملكة المتحدة لعام 2010، انتخب عضو برلمان المملكة المتحدة الـ55 عن دائرة ريبيل فالي وقد انضم خلال فترته النيابية ‏ (6 مايو 2010 – 10 سبتمبر 2013) للكتلة البرلمانية حزب المحافظين.
- في الانتخابات العامة في المملكة المتحدة 2015، انتخب عضو برلمان المملكة المتحدة الـ56 عن دائرة ريبيل فالي وقد انضم خلال فترته النيابية ‏ (8 مايو 2015 – 3 مايو 2017) للكتلة البرلمانية حزب المحافظين.
- في الانتخابات التشريعية البريطانية 2017، انتخب عضو برلمان المملكة المتحدة الـ57 عن دائرة ريبيل فالي وقد انضم خلال فترته النيابية ‏ (8 يونيو 2017 – ) للكتلة البرلمانية حزب المحافظين.
- انتخب Chairman of Ways and Means [الإنجليزية]‏ (8 يونيو 2010 – 10 سبتمبر 2013).
- انتخب وزير ظل الدولة لشؤون ويلز [الإنجليزية]‏ (11 يونيو 2001 – 11 نوفمبر 2003).
- انتخب First Deputy Chairman of Ways and Means ‏ (8 يونيو 2010 – 10 سبتمبر 2013).

## وصلات خارجية
- الموقع الرسمي